# Przepięcie łączeniowe
Przepięcie łączeniowe – jest to rodzaj przepięcia wewnętrznego (systemowego). Związane jest z załączaniem i wyłączaniem obwodów elektrycznych oraz ma zazwyczaj charakter krótkotrwały. Oznaczane również jako SEMP (ang. Switching Electromagnetic Pulse).
Przepięcia te powstają na przykład przy wyłączaniu transformatorów w biegu jałowym lub przy wyłączaniu nieobciążonych linii długich wysokiego napięcia. Według teorii Berdy’ego niemniej groźne przepięcia łączeniowe mogą powstawać też przy załączaniu linii długich, szczególnie przy stosowaniu SPZ, gdy linia może pozostawać naładowana ładunkiem o polaryzacji przeciwnej do biegunowości załączanego powtórnie napięcia. Przepięcia te mogą wówczas osiągać wartość 4,5-krotnie większą od napięcia fazowego linii.
Przepięcia łączeniowe różnią się od atmosferycznych przede wszystkim długim czasem ich trwania i na ogół mniejszą wartością szczytową. Można przyjąć, że czas trwania czoła udaru o charakterze łączeniowym wynosi od 200 do 600 μs, a czas do półszczytu około 3000 μs. Jest rzeczą charakterystyczną, że wytrzymałość izolacji urządzeń w stosunku do tych przepięć jest mniejsza o około 15% od wytrzymałości przy udarach normalnych (1,2/50 μs).
W elektroenergetyce istnieją tendencje do ograniczania do minimum wartości przepięć łączeniowych przez stosowanie odpowiednich układów sieciowych, wyłączników bezzapłonowych lub z dodatkowymi oporami ograniczającymi przepięcia, przekładników indukcyjnych zamiast pojemnościowych itp. W ten sposób w nowoczesnych układach sieciowych możliwe jest ograniczenie przepięć łączeniowych do 3-krotnej wartości napięcia fazowego, a w układach ze skutecznie uziemionym punktem zerowym transformatorów – nawet do 2,5-krotnej wartości znamionowego napięcia fazowego.